# 73ª Squadriglia
La 73ª Squadriglia caccia era un reparto da caccia del Regio Esercito.

## Prima guerra mondiale
La 4ª Squadriglia caccia del Campo di aviazione di Verona-Tombetta del III Gruppo (poi 3º Gruppo caccia terrestre), nel cambio dei nomi di tutte le squadriglie il 15 aprile 1916 diventa la 73ª Squadriglia comandata dal Capitano Fernando Sanità che dispone di 4 Aviatik Salmson da 140 hp oltre al Lloyd C.II catturato al nemico.
Il 10 maggio l'unità, su proposta del Sottotenente pilota Guido Keller, si sposta in alta quota per sfuggire le nebbie sul pianoro di Vezzarde vicino al monte San Giovanni di Sant'Anna d'Alfaedo fino a settembre quando torna a Verona.
Al 1º gennaio 1917 il reparto dispone di 4 piloti, tra cui Keller futuro membro della Squadriglia degli assi, resta senza aerei e passa sui SAML S.1 ed il 10 aprile passa al IX Gruppo (poi 9º Gruppo Caccia).
Il 24 aprile il S.Ten. Leopoldo Eleuteri con il mitragliere soldato Gresino ha un combattimento con un aereo sul Pasubio e dopo averlo colpito lo vede picchiare ed anche il S.Ten Keller rivendica una vittoria.
Il 7 luglio il comando passa al Cap. Mario Van Axel Castelli che in agosto dispone di altri 9 piloti tra cui il Tenente Flaminio Avet, 7 osservatori e 7 mitraglieri.
Il 20 settembre il reparto diventa la 121ª Squadriglia SAML.
Il 10 novembre 1917 una nuova 73ª Squadriglia nasce dalla 1ª Sezione dell'83ª Squadriglia del Corpo di spedizione italiano in Macedonia che opera a Salonicco in supporto alle truppe della 35ª Divisione comandata dal Ten. Ernesto Bonavoglia.
A fine anno il comando interinale passa al Ten. Giovanni Righi che dispone di altri due piloti, Nieuport 17, Nieuport 11 ed uno SPAD sul campo volo a quota 619 a 20 km a sud di Bitola.
Il 1º gennaio 1918 Bonavoglia si ferisce seriamente in un incidente di volo su Ni 17 ed il comando passa a Righi che il 29 gennaio che rientra in emergenza ferito da una pallottola esplosiva ed il comando passa ai primi di febbraio al Ten. Vittorio De Biasi.
Agli inizi di primavera in squadriglia arrivano dei Nieuport 27 ed in marzo ci sono 4 piloti.
Il 25 maggio entra XXI Gruppo (poi 21º Gruppo Autonomo Caccia Terrestre) e poi torna a volare con uno SPAD.
In estate arrivano 26 Hanriot HD.1 per 8 piloti ed a settembre nasce una nuova sezione mentre la 1^ va all'Aeroporto Internazionale di Skopje.
Sempre in settembre cede il fronte bulgaro determinando la fine delle ostilità dopo aver svolto 384 voli di guerra, sostenendo 27 combattimenti.
Al 20 aprile 1919 disponeva di 14 HD.1 e rientra in Italia nel mese di agosto 1919 e viene sciolta.

## Regia Aeronautica
Nell'autunno 1924 era al Campo della Promessa di Lonate Pozzolo inquadrat nel 6º Gruppo caccia della Regia Aeronautica.

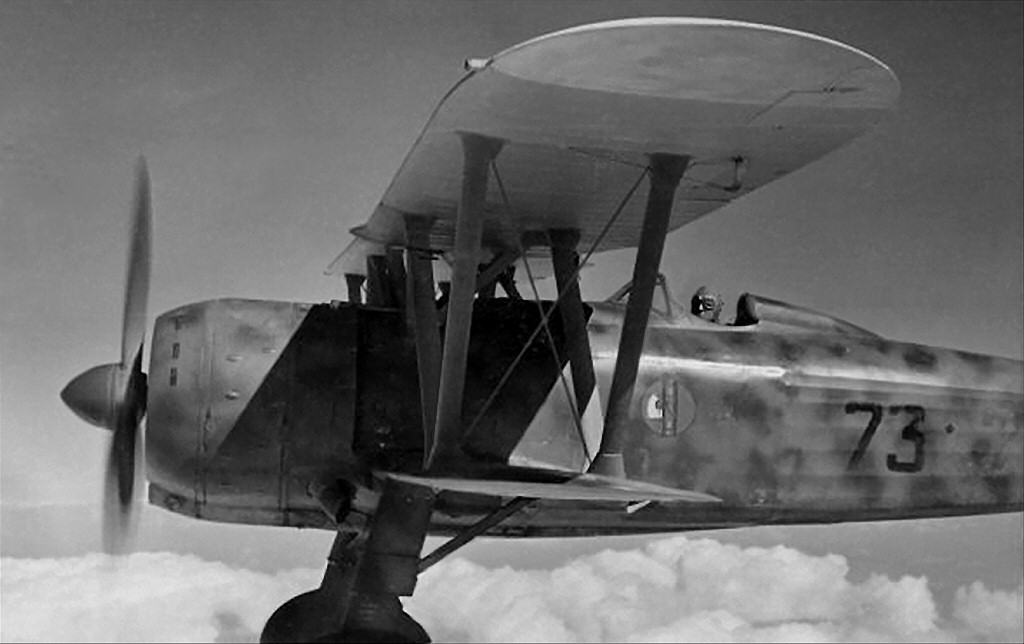
Il Fiat C.R.42 appartenente alla 73ª Squadriglia, inquadrata nel 4º Stormo, pilotato da Ernesto Botto, soprannominato "Gamba di Ferro"; Africa settentrionale 1940.

Nel 1938 era comandata dal Capitano Ernesto Botto.
Nel luglio 1939 vi fu assegnato, con il grado di sottotenente pilota Giuseppe Oblach, quando l'unità era nel 9º Gruppo del 4º Stormo Caccia Terrestre. La squadriglia era di stanza sull'Aeroporto di Gorizia, ed era equipaggiata con i caccia Fiat C.R.32.
Nell'agosto successivo arriva il Sottotenente Giulio Reiner che il 30 ottobre sostituisce Botto al comando.
Il 1º marzo 1940 il Tenente Vittorio Pezzè sostituisce Reiner al comando della squadriglia.

## Seconda guerra mondiale
Al 10 giugno 1940 era nel 9º Gruppo caccia del 4º Stormo sull'Aeroporto di Gorizia con 5 Fiat C.R.42.
Dopo l'entrata in guerra dell'Italia, il 9º Gruppo, fu dislocato dal 20 giugno all'Aeroporto di Torino-Mirafiori, per partecipare alle operazioni contro la Francia sul fronte occidentale e si trasferì il 29 giugno all'Aeroporto di Comiso in Sicilia per intervenire su Malta e poi in Nordafrica.
Dal 12 luglio arriva all'Aeroporto di Tripoli con 19 piloti, tra i quali il Tenente Reiner ed il S.Ten. Oblach, al comando del Ten. Pezzè, dal 13 luglio all'Aeroporto di Berca, a fine mese arriva un altro pilota e dal 5 agosto ad el-Adem T3 (poi Base aerea Gamal Abd el-Nasser).
In seguito all'offensiva inglese, il 12 dicembre il 9º Gruppo si trasferì all'Aeroporto di Martuba vicino a Derna ed il giorno successivo Oblach colse la sua prima vittoria individuale. Mentre scortava 5 bombardieri Savoia-Marchetti S.79 Sparviero della 60ª Squadriglia del 33º Gruppo Autonomo Bombardamento Terrestre, che attaccavano concentrazioni di truppe e mezzi corazzati nemici vicino a Sollum impegnò combattimento con una formazione di caccia sei Gloster Gladiator del No.3 RAAF Squadron abbattendone uno. Il giorno 19, in un altro combattimento aereo, Oblach danneggiò due caccia Hawker Hurricane.
Lo Stormo rientrò in Italia nel Natale 1940 per passare sui Macchi M.C.200.
Nel marzo 1941, nell'ambito della Campagna italiana di Grecia, si trasferisce all'Aeroporto di Brindisi-Casale con 12 M.C.200 e per l'Invasione della Jugoslavia dal 4 aprile all'Aeroporto di Pola con 9 piloti comandati dal Capitano Mario Pluda.
Nel settembre dello stesso anno lo Stormo fu trasferito nuovamente in Sicilia, rientrando nuovamente in azione sui cieli di Malta. Dal 29 settembre il 9º Gruppo torna a Comiso.
Il 1º ottobre il Capitano Carlo Ivaldi, il Tenente Pietro Bonfatti ed il Sergente Maggiore Enrico Dallari con gli M.C.202 rivendicarono l'abbattimento di due Hurricane. Viene abbattuto il Maggiore Peter William Olber "Boy" Mould, comandante del No. 185 Squadron RAF.
Il 17 ottobre Oblach colse la sua seconda vittoria a spese di un bombardiere Bristol Blenheim vicino a Siracusa.
Nel novembre successivo era a Comiso sugli M.C.202.
Dopo un breve periodo di riposo durante l'inverno, partecipò ad un nuovo ciclo operativo su Malta, durato fino all'inizio dell'estate del 1942. Verso la fine del mese di maggio il 4º Stormo fu trasferito in Africa settentrionale per partecipare alla grande offensiva dell'Asse condotta dal generale Erwin Rommel.
Dal luglio 1942 la squadriglia passa al comando del Ten. Reiner poi promosso Capitano.
Il 9 ottobre 1942 Oblach abbatte un Curtiss P-40 nella zona di El Quteifiya, cui seguirono il 20 dello stesso mese due P-40 nella zona di Fuka, e il 25 un altro P-40. Oblach cadde in combattimento il 1 dicembre mentre effettuava una missione di scorta ad alcuni cacciabombardieri C.200AS impegnati in una missione a sud-est di El Ahmar. Dopo aver abbattuto un ulteriore P-40, il suo velivolo venne a sua volta centrato da un altro P-40 e precipitò al suolo con la morte del pilota.
All'8 settembre 1943 era nel IX Gruppo all'Aeroporto di Gioia del Colle con 3 M.C.205.
Al 2 maggio 1945 era all'Aeroporto di Lecce-Galatina nel 12º Gruppo caccia sui P-39 del 4º Stormo Caccia.

### Annotazioni
1. ↑  La squadriglia era allora al comando del maggiore Botto, asso dell'Aviazione Legionaria, Medaglia d'oro al valor militare a vivente.
2. ↑  Durante questo ciclo operativo il 9º Gruppo fu basato sull'aeroporto di Sciacca.
3. ↑  Rivencò l'abbattimento di un secondo P-40, che non gli venne riconosciuto, ma considerato probabile.

### Fonti
1. ↑  I Reparti dell'aviazione italiana nella Grande Guerra, AM Ufficio Storico - Roberto Gentili e Paolo Varriale, 1999 pagg. 241-243.
2. ↑  Ufficio Storico dell'Aeronautica Militare 1977, p. 32.
3. 1 2  Gustavsson, Slongo 2009, p. 43.
4. ↑  Ufficio Storico dell'Aeronautica Militare 1977, p. 34.